# Wiesław Obszański
Wiesław Obszański (ur. 2 sierpnia 1938 w Woli Dereźniańskiej) – polski samorządowiec, działacz partyjny i rolniczy, w latach 1975–1984 wicewojewoda bialskopodlaski, w latach 1989–1990 przewodniczący prezydium Wojewódzkiej Rady Narodowej w Białej Podlaskiej.

## Życiorys
Syn Jana i Katarzyny. Kształcił się w Szkole Partyjnej przy KC PZPR, w 1973 ukończył studia z inżynierii rolniczej na Akademii Rolniczej w Lublinie. W młodości działał w Związku Młodzieży Polskiej (jako instruktor) i Związku Młodzieży Wiejskiej (jako członek struktur w Lublinie). Należał też od Ochotniczej Straży Pożarnej, od 1975 jako prezes zarządu wojewódzkiego w Białej Podlaskiej, później jako członek Zarządu Głównego OSP. Pracował początkowo jako kierownik Powiatowego Związku Kółek Rolniczych w Biłgoraju, później jako wiceprezes spółdzielni ogrodniczej w tym mieście.
W 1961/2 wstąpił do PZPR, początkowo działał w Komitecie Powiatowym w Kraśniku, gdzie od 1967 do 1970 był sekretarzem ds. rolnych. Później do 1975 aktywny w Komitecie Powiatowym w Biłgoraju, gdzie zajmował stanowisko sekretarza i członka egzekutywy; należał też Komisji ds. rolnictwa KW PZPR w Lublinie. Należał do różnych organów samorządowych: Gromadzkiej Rady Narodowej w Biłgoraju (1962–1965), Wojewódzkiej Rady Narodowej w Lublinie (1965–1969) i Powiatowej Rady Narodowej w Kraśniku (1969–1970). Od 1973 do 1975 pozostawał naczelnikiem powiatu biłgorajskiego. Od 1 czerwca 1975 do 31 stycznia 1984 sprawował funkcję wicewojewody bialskopodlaskiego. W ramach KW PZPR w Białej Podlaskiej był członkiem egzekutywy i sekretarzem ds. rolnych, a od stycznia 1989 przewodniczył Wojewódzkiej Radzie Narodowej.
W 1989 kandydował do Senatu w okręgu bialskopodlaskim, zajmując 4 miejsce na 8 pretendentów. W III RP zamieszkał w Parczewie, został szefem tamtejszego oddziału PZU i członkiem zarządów przedsiębiorstw budowlanych. Od 2005 do 2006 był wicestarostą powiatu parczewskiego. Bez powodzenia kandydował też w różnych wyborach z ramienia Sojuszu Lewicy Demokratycznej, m.in. w 2002 na burmistrza Parczewa (3 miejsce na 5 uczestników), 2005 do Sejmu i w 2006 do sejmiku lubelskiego.